# Parco nazionale Calilegua

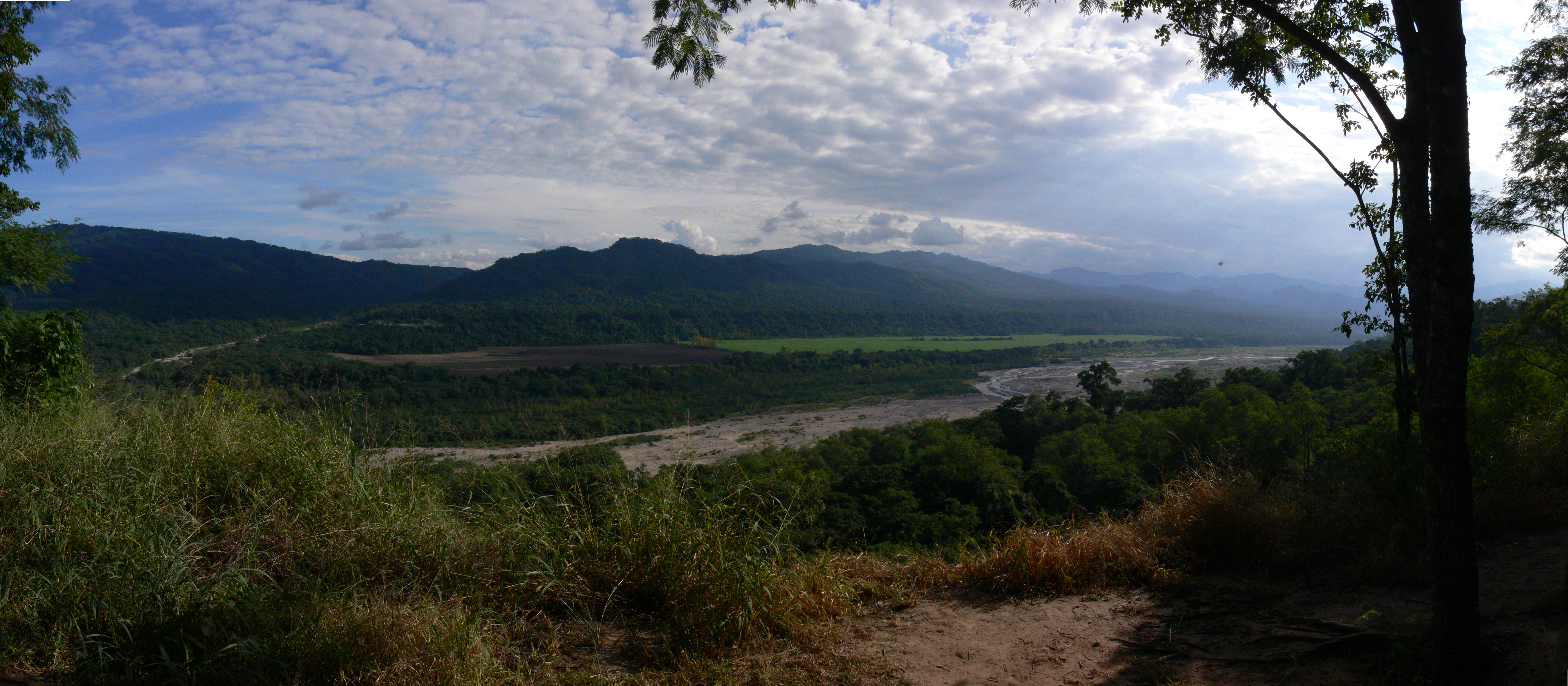
Parco nazionale Calilegua - Veduta dil fiume San Lorenzo
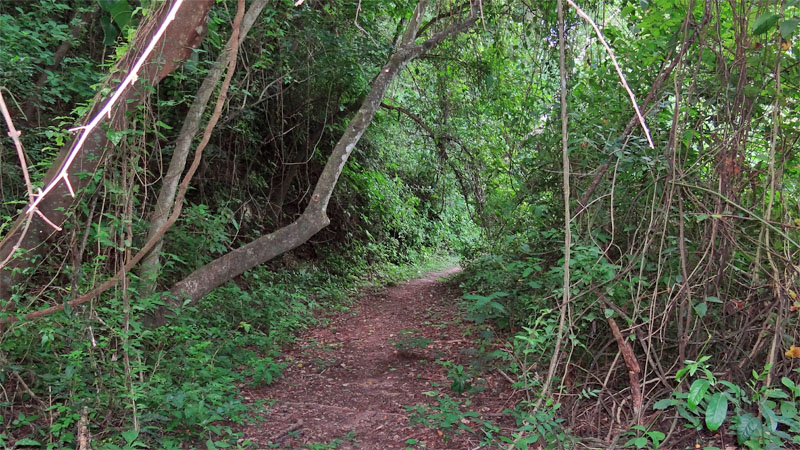
Sentiero Il Pedemontano / Sendero El Pedemontano
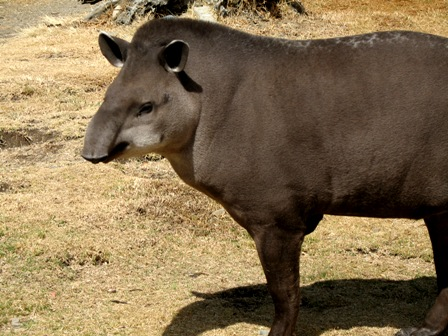
Tapiro
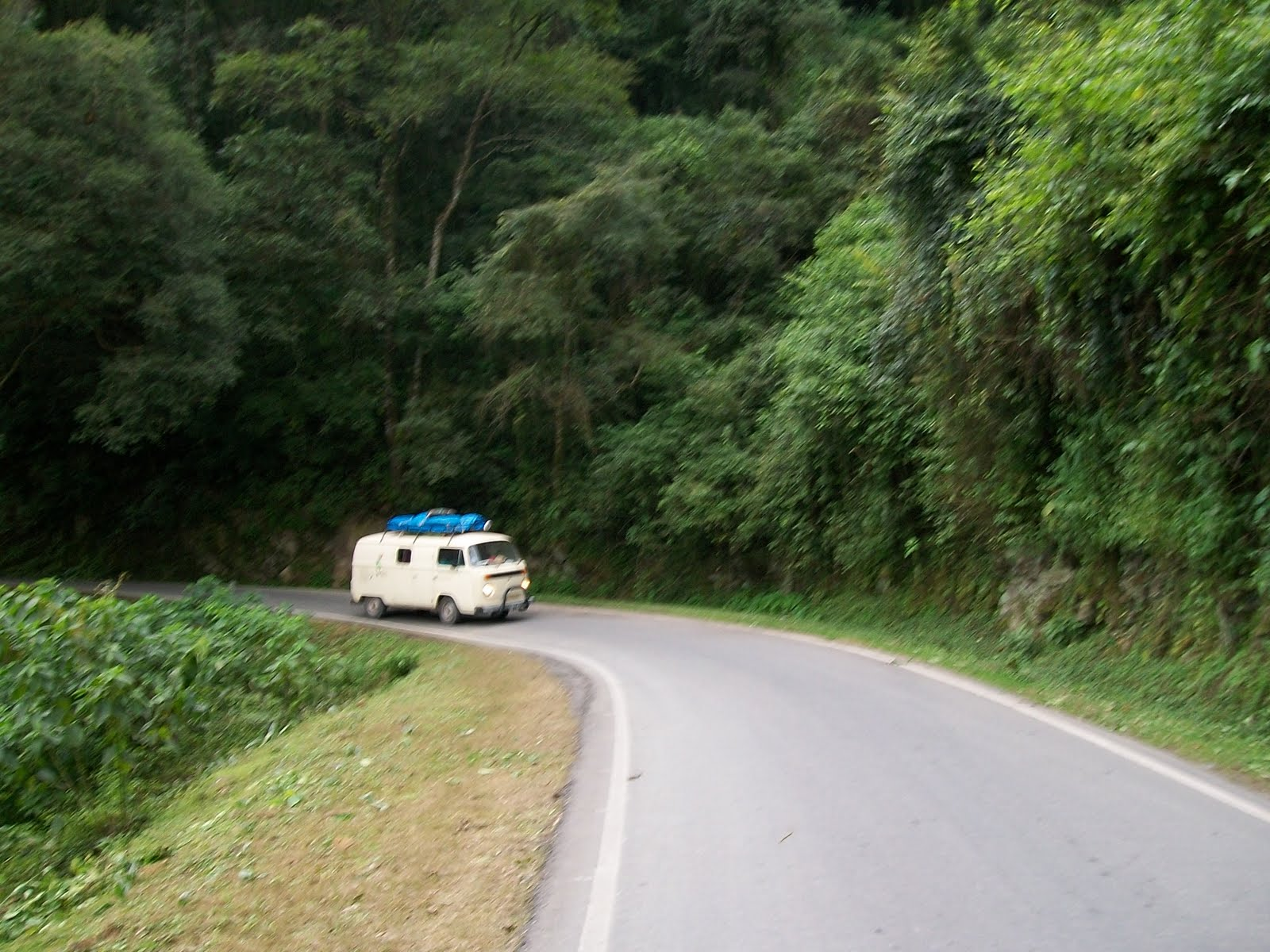
Rotta di accesso in cornicione al parco nazionale
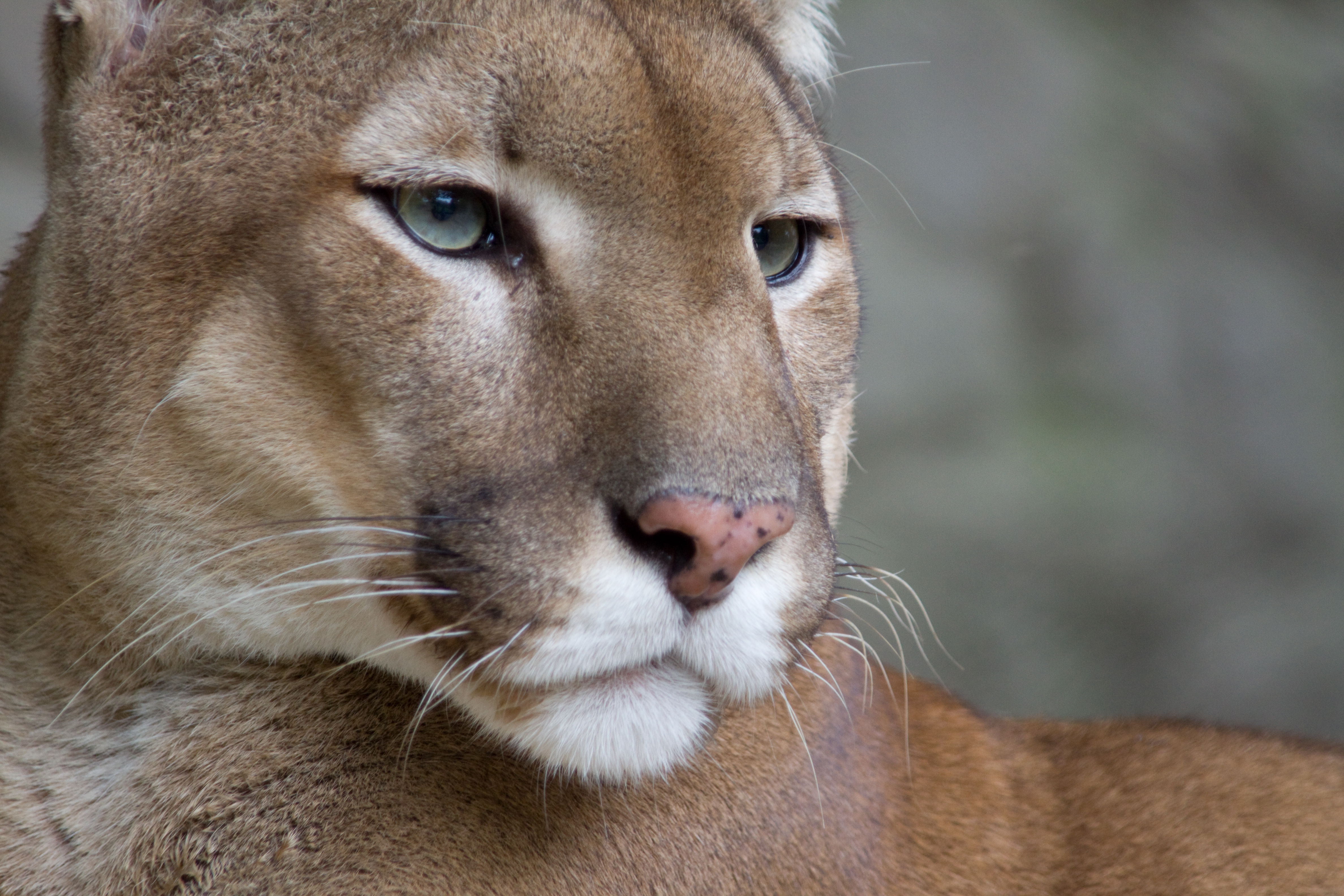
Puma

Il parco nazionale Calilegua (in spagnolo: Parque Nacional Calilegua) è un parco nazionale situato nel nord-ovest dell'Argentina (più precisamente nell sudest della provincia di Jujuy). Si caratterizza per un rilievo aspro di montagne di media altitudine e un bioma di nimbosilva di spessa selva tropicale o giungla  montana (yunga). Tra le molte specie della sua fauna risaltano il giaguaro, il puma, il tapiro e la taruca.